# بوب لافوي
بوب لافوي (بالإنجليزية: Bob Lavoy)‏ مواليد 29 يونيو 1926 في أورورا - الوفاة 18 ديسمبر 2010، كان مدرب كرة سلة أمريكي ولاعب. بدأ مسيرته الاحترافية في سنة 1950. بلغ طوله 6 قدم 7 بوصة (2.0 م). اعتزل اللعب في 1954. لعب مع أتلانتا هوكس وفيلادلفيا سفنتي سيكسرز.

## روابط خارجية
- بوب لافوي على موقع إن بي أي (الإنجليزية)
- بوب لافوي على موقع سبورتس رفرنس (الإنجليزية)
- بوب لافوي على موقع كلية كرة السلة في سبورتس رفرنس.كوم (الإنجليزية)
- بوب لافوي على موقع ريلجم (الإنجليزية)
- بوب لافوي على موقع بروبوليرز (الإنجليزية)